# Colletes clypeatus
Colletes clypeatus är en biart som beskrevs av Alexander Mocsáry 1901.
Colletes clypeatus ingår i släktet sidenbin och familjen korttungebin. Inga underarter finns listade i Catalogue of Life.